# Jamie Stuart
Jamie Stuart (* 15. Oktober 1976 in Southwark) ist ein englischer Fußballspieler.
Der Abwehrspieler begann seine Karriere bei Charlton Athletic in der Ersten Division. Nach einem positiven Dopingtest im November 1997 wurde er für sechs Monate gesperrt. Nach seiner Sperre wechselte er 1998 zum Drittligisten FC Millwall. 2001 ging er zum Ligakonkurrenten FC Bury, mit dem er jedoch den Abstieg nicht verhindern konnte. 2003/04 spielte er für Southend United. Danach war er nur noch bei unterklassigen Klubs aktiv. Mit dem Fünftligisten Grays Athletic gewann er 2005 und 2006 die FA Trophy.